# ابراهیم عزیزی (نظامی)
ابراهیم عزیزی (زادهٔ ۱۷ فروردین ۱۳۴۴) سرتیپ‌دوم سپاه پاسداران انقلاب اسلامی است که در دوره‌های یازدهم و دوازدهم مجلس شورای اسلامی به‌عنوان نماینده شیراز از استان فارس در مجلس حضور دارد و از مرداد سال ۱۴۰۳ رئیس کمیسیون امنیت ملی و سیاست خارجی مجلس شورای اسلامی است.
وی فعالیت نظامی را در خلال جنگ ایران و عراق در نیروی زمینی سپاه پاسداران آغاز کرد. عزیزی تا سال ۱۳۸۵ فرماندهی سپاه پاسداران شهرستان شیراز را برعهده داشت، در فاصله سال‌های ۱۳۸۵ تا ۱۳۸۹ فرماندار شیراز بود، از ۱۳۸۹ تا ۱۳۹۰ به‌عنوان معاون سیاسی و اجتماعی استانداری سیستان و بلوچستان فعالیت می‌کرد، از ۱۳۹۰ تا ۱۳۹۲ استاندار هرمزگان بود و در فاصله سال‌های ۱۳۹۲ تا ۱۳۹۴ ریاست سازمان بسیج سازندگی را برعهده داشت.

## سوابق
عزیزی در یازدهمین انتخابات مجلس شورای اسلامی با کسب ۱۱۴ هزار و ۳۲۹ رای، از حوزه انتخابیه شیراز و زرقان از استان فارس به مرحله دوم راه یافت.
عزیزی در اوایل دههٔ ۱۳۸۰ فرمانده ناحیه مقاومت بسیج شیراز و یکی از مشاوران شهردار شیراز بود. او در فروردین ۱۳۸۵ به عنوان فرماندار شهرستان شیراز تعیین شد و از ۱۳۹۰ تا ۱۳۹۲ استاندار هرمزگان بود.

## حواشی

### حمله به مسجد قبا
در پی واکنش‌ها به انتخابات ریاست جمهوری سال ۸۸ و حمایت سید علی‌محمد دستغیب از کاندیداهای معترض، گروهی به رهبری عزیزی که در آن زمان فرماندار شیراز بود با یورش به مسجد قبای شیراز اقدام به تخریب مسجد و ضرب و شتم شاگردان دستغیب کردند. مسجد قبا یکی از پایگاه‌های اصلی اعزام نیروهای داوطلب به جنگ هشت‌ساله ایران و عراق بوده است.

### غیبت در جلسه مجلس
برخی از نمایندگان دوره یازدهم که پس از اعلام نتایج از حضور در دوره بعد جامانده بودند، در نخستین جلسه پس از انتخابات از حضور در صحن علنی مجلس امتناع کردند و این باعث به حد نصاب نرسیدن جلسه مورخ ۱۴ اسفند ۱۴۰۲ شد. غیبت نمایندگان در حالی که هنوز چند ماه از عمر مجلس یازدهم باقی مانده بود باعث انتقادات زیادی از سوی چهره‌های سیاسی جناح‌های مختلف در ایران شد. ابراهیم عزیزی، نامزد راه‌یافته به دور دوم انتخابات، یکی از نمایندگان غایب این جلسه بود.